# 遠軽町立遠軽中学校望の岡分校
遠軽町立遠軽中学校望の岡分校（えんがるちょうりつ えんがるちゅうがっこうのぞみのおかぶんこう）は、北海道遠軽町にある公立中学校・遠軽中学校の分校。

## 概要
当校は、全国的にも珍しい民間の児童自立支援施設として1914年に創設された北海道家庭学校内にある中学校である。2009年4月に開校し、北海道家庭学校に入所している生徒を対象としている。なお、「北海道家庭学校」は、男子しか入校できないため、当校も男子のみしか入学できない。

## 沿革
- 2009年（平成21年）
  - 4月1日 - 開校[2]。
  - 4月6日 - 開校式挙行。

## 在籍者数
生徒数0.5は、複式学級を表す。
| 学年 | 1年 | 2年 | 3年 | 特別支援   | 合計 |
| ---- | --- | --- | --- | ---------- | ---- |
| 学級 | 0   | 0.5 | 0.5 | 2          | 3    |
| 生徒 | 0   | 2   | 6   | 3 （内数） | 8    |

- 2022年（令和4年）5月1日時点[3]。

## アクセス
- 遠軽ターミナル（遠軽駅前）から、遠軽町営バス社名淵線で「家庭学校」バス停下車後、徒歩約550m・約8分。
- JR石北本線遠軽駅から、
  - 徒歩で遠軽ターミナルまで移動し、上述の町営バスで「家庭学校」バス停下車後、徒歩。
  - 車で約5km・約8分。